# 超游世界
『超游世界』（ちょうゆうせかい、英: World of Super Sand Box）は、竜軒動漫によるウェブコミック。軒が脚本、呆呆竜が作画、軒と漫醜醜が仕上げを担当。中国の『テンセントアニメ』（テンセント）にて2014年5月から連載されている。

## あらすじ
世界では謎の怪物・ディザスターの襲撃が相次いでいた。対抗部隊・セイバーと民間系の独立防衛組織・ブレイドがディザスターの討伐にあたっていた。
これらの組織に憧れる男子高校生・ノイーは、謎めいた転校生・モティスと出会う。

## 登場人物
声優はアニメ日本語版 / 中国語版。
ノイー（诺伊）
声 - 堀江瞬、角元明日香（幼い頃） / 李靖、吉吉（幼い頃）
本作の主人公。
モティス（莫提斯）
声 - 生田善子 / 吉吉
ノイーのクラスに転校してきた美しき令嬢。
キャス（杜佳思）
声 - 久保ユリカ / 徐佳琦
ノイーの幼馴染。
ハキ（哈奇）
声 - 山本和臣 / 張碧玉
ノイーの親友。穏やかな性格をしている一方、勘が鋭い。
ヴィンセン（文森）
声 - 足立優樹 / 彭尭
モティスの執事。弁護士事務所の代表者でもある。
ケイカン（刘景观）
声 - 堀江一眞 / 王秋明
モティスの護衛を務める警察官。
モーンスト（蒙斯特）
声 - 飯田里穂
リュウ先生（刘老师）
声 - 加藤英美里 / 吉吉
チンニォウ（青鸟）
声 - 八島さらら / 徐佳琪
ノイーのクラスの班長（クラス委員長）。
ハクウー（白羽）
声 - 立花理香 / 周湘寧
セイバー隊長
声 - 矢野正明
ヴィロス
声 - 子安武人
スコール（思科勒）
声 - 矢野正明
ゼンシュウ
声 - 関根明良 / バトリ勝悟（真）
モウン
声 - 浅科准平
アユ
声 - 田中進太郎
アンジェ
声 - バトリ勝悟
シャオハ
声 - 大坪孝充
桃子
声 - 真野あゆみ
ラン
声 - 咲々木瞳
ハクラン
声 - 財満健太
ペンドラン
声 - 矢野正明
グリト
声 - 中國卓郎
ガイア
声 - 山岡ゆり
クラーケン
声 - 矢野正明
ヘラ
声 - 関根明良
フーロォ
声 - 三澤紗千香

## 用語
ディザスター
声 - 矢野正明
人間を襲う謎の怪物。
セイバー
対ディザスター特殊部隊。
ブレイド
民間財団による独立防衛組織。

## アニメ
中日合作で、2017年1月より6月まで日本ではYouTube・FRESH!・AbemaTV・ニコニコ動画にて、中国ではテンセント・iQIYI・bilibili等にて配信されている。

### スタッフ
- 原作 - 竜軒動漫
- 監督 - 辻初樹
- シリーズディレクター - 園田雅裕
- シリーズ構成 - 稲荷明比古
- キャラクターデザイン - 紺之さとひ
- キャラクターデザイン補 - 椿井寛司
- 総作画監督 - 蒼依ふたば
- 色彩設計 - 磯貝深雪
- 美術監督 - 宮前光春
- 撮影監督 - 元木洋介、高橋賢司
- 音響監督 - 今泉雄一
- 編集 - 本田優規
- 総企画 - 鄒正宇
- 総エグゼクティプロデューサー - 李篠婷
- 企画 - 杉肉蓋飯、劉向東
- プロデューサー - 庞亜美（米虫）、多藝尊元、Adil Tahir
- コーディネーター・翻訳 - 村上弘
- 音響制作 - グルーヴ
- 制作 - SUCCESS×旭プロダクション

### 主題歌
オープニングテーマ「Change the World（中: 逆行者）」
作詞 - Manami（日本語版）、樊沖（中国語版） / 作曲・編曲 - 岡野裕次郎 / 歌 - モーンスト（飯田里穂）
エンディングテーマ「キミノトコロヘ（中: 海鸥）」
作詞 - winddevil / 作曲・編曲 - 岡野裕次郎 / 歌 - 三味線

### 各話リスト
| 話数   | サブタイトル | 脚本       | 絵コンテ            | 演出                | 作画監督 | アクション 作画監督 | プロップ 作画監督 | 配信日         |
| ------ | ------------ | ---------- | ------------------- | ------------------- | --- | ------------------- | ----------------- | -------------- |
| 第1話  |              | 稲荷明比古 | 辻初樹              | 宇佐美翔平          | ハン・ミンギ、築山翔太 森悦人                                                                                                  | 柴田有香            | 久我嘉輝          | 2017年 1月11日 |
| 第2話  | ブレイド     | 稲荷明比古 | 辻初樹              | 宇佐美翔平          | 友田政晴、服部憲知 | 石堂伸晴            | 久我嘉輝          | 1月18日        |
| 第3話  | モーンスト   | 稲荷明比古 | 藤田健太郎 高木玲奈 | 川西泰二            | 紺乃さとひ、池田結姫 | 柴田有香            | 久我嘉輝          | 2月9日         |
| 第4話  | 覚醒         | 稲荷明比古 | 藤田健太郎 高木玲奈 | 川西泰二            | 紺乃さとひ、池田結姫 服部一郎                                                                                                  | 石堂伸晴            | 久我嘉輝          | 2月16日        |
| 第5話  | モティス     | 江夏由結   | 藤田健太郎 高木玲奈 | 岡村正弘            | 青木真理子、松下純子 | 柴田有香            | 久我嘉輝          | 2月23日        |
| 第6話  | ゼンシュウ   | 江夏由結   | 藤田健太郎 高木玲奈 | 岡村正弘            | 進藤満尾、島崎克実 出野喜則 | 石堂伸晴            | 久我嘉輝          | 3月2日         |
| 第7話  | 烈焔魔女     | 稲荷明比古 | 辻初樹              | 山内東生雄          | 島崎克実、小川みずえ 猪飼一幸                                                                                                  | 柴田有香            | 久我嘉輝          | 3月9日         |
| 第8話  | 转变         | 稲荷明比古 | 辻初樹              | 山内東生雄          | 橋本航平、萩原みちる 是本晶、菊川孝司 久保山陽子、小林史緒里                                                                   | 柴田有香            | 久我嘉輝          | 3月16日        |
| 第9話  | 襲撃         | 江夏由結   | 園田雅裕            | 臼田美夫            | 吉田肇、竹内アキラ 羽野広範 | -                   | -                 | 3月23日        |
| 第10話 | 英雄         | 江夏由結   | 辻初樹              | 臼田美夫            | 森悦史、柳瀬譲二 | 柴田有香            | -                 | 3月30日        |
| 第11話 | セイバー     | 江夏由結   | 辻初樹              | 小坂春女            | 藤田正幸、南伸一郎 | 柴田有香            | -                 | 4月6日         |
| 第12話 | 新たなる力   | 稲荷明比古 | 辻初樹              | 小坂春女            | 藤田正幸、久保山陽子 松下純子                                                                                                  | 柴田有香            | -                 | 4月13日        |
| 第13話 | 疑惑         | 江夏由結   | 青山弘              | 藤田正幸 高木玲奈   | AR Creative、UNION CHO、Wish 蒼依ふたば、上野卓志、萩原みちる 川村敏江、菊川孝司、久保山陽子 島崎克実、苗木優奈、松井誠 望月謙 | 柴田有香            | -                 | 4月20日        |
| 第14話 | 対決         | 江夏由結   | 辻初樹              | 藤田健太郎 高木玲奈 | 青木真理子、島崎克実、李少雷 久保山陽子、上野卓志、岡戸智凱                                                                    | 柴田有香            | -                 | 4月27日        |
| 第15話 | 使者         | 稲荷明比古 | 辻初樹              | 臼田美夫            | 竹内アキラ、吉田肇 臼田美夫 | 柴田有香            | -                 | 5月4日         |
| 第16話 | 守護天使     | 稲荷明比古 | 辻初樹              | 飯村正之            | 柴田有香、蒼依ふたば、是本晶 李少雷、紺之さとひ                                                                                | 柴田有香            | -                 | 5月11日        |
| 第17話 | 暴露         | 江夏由結   | 園田雅裕            | 小坂春女            | 加藤真人、三井寿 南伸一郎 | 柴田有香            | -                 | 5月18日        |
| 第18話 | 過去         | 江夏由結   | 園田雅裕            | 小坂春女            | 久保山陽子、島崎克実、叶内孝之 菊川孝司、佐藤道雄、池田結姫                                                                    | 柴田有香            | -                 | 5月25日        |
| 第19話 | 決戦         | 稲荷明比古 | 辻初樹              | 山内東生雄          | 萩原みちる、北村晋哉 柊陽菜 | 柴田有香            | -                 | 6月1日         |
| 第20話 | 新生         | 稲荷明比古 | 辻初樹              | 前田宏治            | 島崎克実、岩堂伸晴 小川みずえ                                                                                                  | 柴田有香            | -                 | 6月8日         |